# Mujeres en la isla
Mujeres en la isla fue una revista literaria-cultural española dirigida por un equipo de redacción íntegramente femenino que se publicó de 1953 a 1964 en Las Palmas de Gran Canaria.

## Historia
La revista Mujeres en la isla comenzó publicándose como ‘Suplemento femenino’ del Diario de Las Palmas, dirigido en ese momento por el poeta Pedro Perdomo Acedo, de noviembre de 1953 hasta enero de 1955. A partir de 1955, se publicó como revista mensual literaria-femenina de forma independiente hasta su cese de actividad en diciembre de 1964.
Los equipos de dirección, redacción y colaboraciones de Mujeres en la isla estuvieron conformados exclusivamente por mujeres, siendo la primera publicación editada en España con una plantilla cien por cien femenina.
El primer número como revista independiente, correspondiente al número 8 de la revista, se publicó el 1 de enero de 1955. Constó de 18 páginas y en él se presentó a las dos mujeres que estuvieron al frente de la publicación: María Teresa Prats de Laplace, como directora, y Esperanza Vernetta de Quevedo, como subdirectora. Posteriormente, el equipo de redacción quedó conformado, de manera más o menos estable, por Prats de Laplace, Gala de Reshko de Gómez y Mª Sanginés Fumero.
Durante sus diez años de publicación, se editaron 118 números de la revista y contó con la participación de 174 mujeres, entre redactoras y columnistas, relacionadas con el ámbito de la cultura, la pintura y la literatura, entre ellas, las poetas Josefina de la Torre y Natalia Sosa Ayala la periodista y novelista Chona Madera, la poeta y pintora Pino Ojeda y la musicóloga Lola de la Torre. A partir del número 4 de la revista comienza a colaborar Carmen Conde. También contará con corresponsales de otras islas, como es el caso de Hortensia Ferrer, desde Tenerife, y de diferentes países de Europa. En sus páginas se dieron a conocer los logros artísticos de mujeres canarias fuera del Archipiélago como la trapecista Pinito del Oro y la mezzosoprano Lucy Cabrera.
Para sus portadas, la revista contó con ilustraciones de diversas pintoras como Jane Millares, Pepita Maynadé y Virginia Solalinde y también con diversas colaboraciones masculinas de pintores como Felo Monzón, Juan Ismael, Antonio Padrón, Jesús Arencibia, Santiago Santana, Pepe Dámaso o Francisco Lezcano Lezcano.
La revista constaba de diversas secciones que incluían entrevistas, poemas, relatos y reseñas de exposiciones y conciertos,  entre otros contenidos, y se imprimía en la imprenta Lezcano, en Las Palmas de Gran Canaria, dirigida por el poeta y escritor Pedro Lezcano con una periodicidad mensual.
En su primer número como revista independiente se dio a conocer a los catorce socios de honor que colaboraban con la revista aportando un total de 25 pesetas mensuales mientras que los socios corrientes aportaban 5 pesetas al mes. A lo largo de su trayectoria como medio aumentaron sus costos, y en los últimos años los suscriptores de honor pagaban 30 pesetas mensuales y los suscriptores de número 10 pesetas mensuales.
En marzo de 2018, la escritora y ensayista María del Carmen Reina Jiménez presentó en el Casa de Colón, de Las Palmas de Gran Canaria, un trabajo de compilación de la revista. La presentación del libro estuvo acompañada por la inauguración de la exposición ‘Mujeres en la Isla. Una revista insensatamente valiente’.